# Internazionali di Tennis di Baviera 2002
Gli Internazionali di Tennis di Baviera 2002 sono stati un torneo di tennis giocato sulla terra rossa. È stata la 87ª edizione del torneo, facente parte della categoria International Series nell'ambito dell'ATP Tour 2002. Si è giocato a Monaco di Baviera in Germania, dal 29 aprile al 6 maggio.

## Campioni

### Singolare
Younes El Aynaoui ha battuto in finale  Rainer Schüttler per 6-4, 6-4.

### Doppio
Petr Luxa /  Radek Štěpánek hanno battuto in finale  Petr Pála /  Pavel Vízner per 6-0, 6(4)-7, 11-9.